# 永井幸次
永井 幸次（ながい こうじ、1874年（明治7年）2月21日 - 1965年（昭和40年）4月7日）は日本の音楽教育者。大阪音楽学校（現大阪音楽大学）設立。

## 経歴
現在の鳥取県鳥取市西町生まれ。永井脩の次子。
音楽開眼の機縁を作ったのは鳥取県庁学務課の属官であった叔父にあたる人のようである。幸次少年はこの人から“小学唱歌集初篇”と題する和紙横綴じの本をもらい、叔父の手引きで歌を習い覚えた。7歳のころから賛美歌なども習い始めていたといわれる。
18歳のとき上京。1896年東京音楽学校卒業。静岡県師範学校を経て、1900年鳥取師範学校で指導にあたる。鳥取県立鳥取中学校と鳥取県立鳥取高等女学校でも教壇に立ち、唱歌とオルガンを指導した。
1906年2月、大阪府立清水谷高等女学校に転任し、在職中、数々の足跡を残した。まず、同年の卒業式における学芸会を大々的な音楽会として開催。赴任直後で期間不足ながら成功させ、来賓の高崎親章知事らから絶賛された。以後21回の音楽会を開き、大阪府立の第一高等女学校として創立された清水谷高女で、音楽教育の面でもナンバースクールにふさわしい成果を上げた。さらに大阪市内の小学校教諭らと勉強会「七声会」を結成。唱歌教育の改善も進め、1909年には兵庫県立第一高等女学校教諭の田中銀之助と「女子音楽教科書」を出版。全国の高等女学校で基準として使われるようになった。
1915年（大正4年）10月15日には、大阪市南区塩町（現・中央区南船場）に念願の「大阪音楽学校」（西日本初の音楽学校）を開校させ、校長に就任した。ただし、清水谷高女の生徒については公私の別をつけるため、東京音楽学校に進学させている。以後も音楽教育に情熱を注ぎ、1933年（昭和8年）12月18日「財団法人大阪音楽学校」を設立、理事長に就任。1948年4月1日には「財団法人大阪高等音楽学校」を設立、理事長と校長に就任、1951年3月15日「学校法人大阪音楽短期大学」に組織変更（理事長は水川清一）、大阪音楽短期大学が開学し、学長に就任。1958年1月10日「学校法人大阪音楽大学」設立（理事長は水川清一）、同年4月1日に大阪音楽大学が開学し、学長に就任するなど、音楽教育の総合学園としての大阪音楽大学グループ整備に尽力した。

## 系譜
永井家
永井家について『鳥取県百傑伝』には｢永井家は鳥取池田藩の士族であって、厳父は、現在鳥取大学附属小学校の地に建っている“尚徳館碑”の示す通り、旧藩主池田公が藩の子弟を教育するため創設した尚徳館の教師であった。そして、尚徳館のある同じ地内の官舎に居住していた。明治七年二月二十一日永井幸次はこの地に呱々の声をあげた。藩の子弟をあずかる立場にあった父は、もちろん自らの子に対しても厳格で“幼少の時から人に負けぬ気概を持たなければ後になって偉くなれない”と幸次少年は常に言い聞かされ、しつけられて成長したという。｣とある。
```
　　
　　　　　　　　　　　　┏永井文太郎
　　　　　　　　　　　　┃
　　　　　　　　　　　　┣永井幸次
　　　　　（浦木）　　　┃　
浦木幸一━━永井脩━━━╋永井脩造
　　　　　　　　　　　　┃
　　　　　　　　　　　　┣常
　　　　　　　　　　　　┃
　　　　　　　　　　　　┗仲

```

永井幸次の長女 義（よし）と合唱指揮者で大阪音楽大学教授長井斉（ひとし）の三男に、ピアニストの長井充がいる。

## 主な作曲
- かみなりさま（作詞：吉丸一昌）
- 五一じいさん（作詞：松岸寛一）
- 千早城（作詞：三木露風）
- 天理教 おうた第1番 やまさかや

### 校歌
- 大阪音楽大学（作詞とも）
- 大阪偕行社附属小学校（作詞：蜂谷鍵吉）
- プール学院短期大学（作詞：小泉秀）
- 大阪府立泉尾高等女学校（作詞：小林里）
- 大阪府立市岡高等女学校（作詞：多田寅松）
- 第一神港商業学校（作詞：安藤正次）
- 堺市立商業高等学校（作詞：河井酔茗）
- 守口市立庭窪小学校
- 守口市立第一中学校（作詞：北里闌）
- 大阪市立岸里小学校（作詞：田中好太郎）
- 豊中市立庄内小学校（作詞：安西冬衛）
- 高槻市立第二中学校（作詞：井東襄）
- 姫路市立城南小学校（作詞：宮脇義臣）
- 姫路市立灘中学校（作詞：今井広史）
- 神戸市立淡河小学校（作詞：松岸寛一）
- 芦屋市立山手小学校（作詞：竹友藻風）
- 西宮市立夙川小学校（作詞：薄田泣菫）
- 恵那市立岩邑小学校（作詞：下田歌子）
- 宝塚市立宝塚第一中学校（作詞：吉沢義則）
- 滋賀県立虎姫高等学校（作詞：岩谷小波）
- 長崎県立長崎高等女学校（作詞：結城正隆）
- 大阪市立扇町総合高等学校（作詞：辻吉郎）
- 佐賀商業高等学校（作詞：石川達三）

## 主な著作
- 女子音楽教科書（生徒と教師用それぞれ5巻）
- オルガン独習教本
- 昭和女子音楽教科書
- 実際に即した小学校教授細目